# 12 sprawiedliwych
12 sprawiedliwych – album Mieczysława Jureckiego wydany w 1999 roku nakładem wydawnictwa New Abra.

## Lista utworów
1. „Za wielką wodą” – 4:58
2. „Sen szaleńca” – 4:26
3. „Spacer z żółwiem” – 4:53
4. „Tak jak na filmie” – 3:51
5. „Godziny kradzionej miłości” – 4:07
6. „Szkoła przetrwania” – 4:05
7. „Pożegnanie z Jamajką” – 4:55
8. „Podrygi ostrygi” – 3:48
9. „Cudak” – 3:23
10. „Marzycielka” – 5:30
11. „Spóźnione ale szczere” – 5:32
12. „Marsz krasnoludków” – 3:56
13. „Dawno, dawno temu...” – 6:12
14. „Rock and Roll Part Two” – 2:35

## Skład
- Mieczysław Jurecki – gitara basowa, gitara akustyczna, gitara, instrumenty klawiszowe
- Jan Borysewicz – gitara
- Ewa Brachun – śpiew
- Aleksandra Chludek – śpiew
- Dariusz Kozakiewicz – gitara
- Jacek Królik – gitara
- Jacek Krzaklewski – gitara
- Krzysztof Misiak – gitara
- Aleksander Mrożek – gitara
- Marek Popów – gitara
- Katarzyna Pysiak – śpiew
- Marek Raduli – gitara
- Grzegorz Skawiński – gitara
- Jerzy Styczyński – gitara
- José Torres – instrumenty perkusyjne
- Tomasz Zeliszewski – perkusja